# Koruflaggan

Koruflaggan

Koruflaggan har föreslagits som en andra flagga för Nya Zeeland. Den formgavs av Friedensreich Hundertwasser redan 1983. Det hävdas av somliga nyzeeländare att den nuvarande Nya Zeelands flagga är en kvarleva av brittisk kolonialism och inte riktigt representerar deras kultur. De som stöder den nuvarande flaggan säger å sin sida att den representerar landets historia som en del av brittiska imperiet och visar landets läge på södra halvklotet.

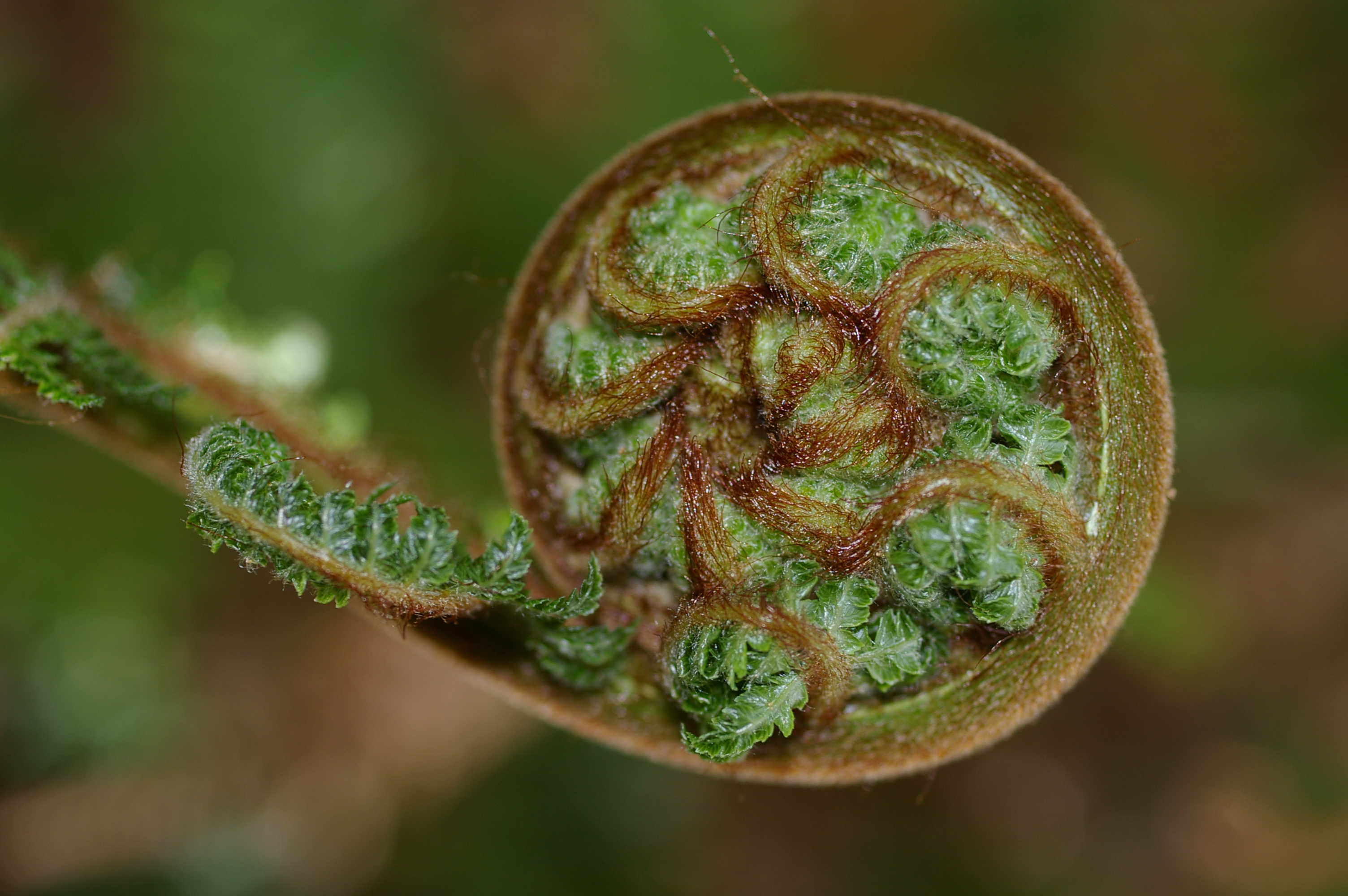
Ett korublad på väg.

Eftersom svart är en traditionell färg för māori har den koruflagga som Hundertwasser formgav en svart flaggstång till vänster. En ormbunksgrön färg upptar inledningsvis hela ytan men minskar alltmer och rullar slutligen upp en spiral till höger. Denna spiralform finns också hos Nya Zeelands nationalväxt Cyathea dealbata eller "silverträdormbunken". Dess unga outsprungna ormbunkeblad kallas även koru. Det är ett välkänt māori-mönster som symboliserar nytt liv, växande, styrka och fred. Flaggans motsvarande vita spiral anspelar på Aotearoa, ett māori-namn för just Nya Zeeland vilket betyder Det långa vita molnets land. 
Den ekologiskt sinnade bildkonstnären Hundertwasser ansåg även att flaggans utformning stod för mänsklighet i harmoni med naturen. 